# Kinderlosigkeit

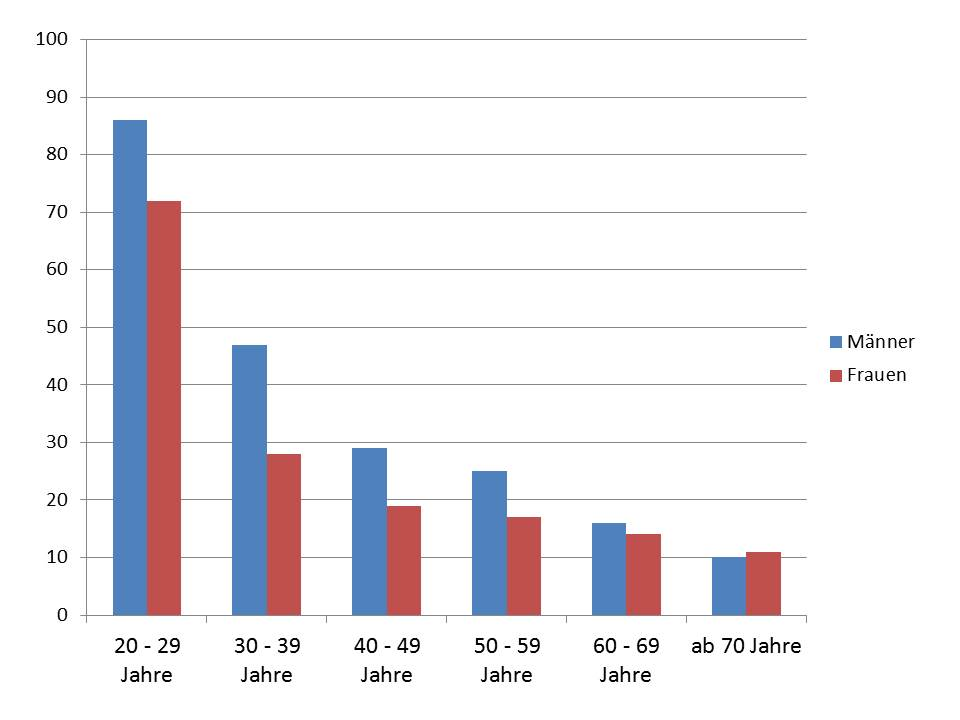
Entwicklung der Kinderlosigkeit von Frauen und Männern in Deutschland nach Altersstufen in Prozent (2014).

Von Kinderlosigkeit wird im Kontext familienpolitischer und bevölkerungspolitischer Diskussionen dann gesprochen, wenn partnerschaftlich, insbesondere ehelich verbundene Paare als statistische Gesamtheit auffällig wenige (vgl. Geburtendefizit) oder wenn viele Einzelne gar keine Kinder haben. Für das Jahr 2017 lag die durchschnittliche Kinderzahl je Frau für Österreich und Schweiz bei 1,52, sowie für Deutschland bei 1,57 bei einer Kinderlosigkeit im Jahr 2017 für den Frauenjahrgang 1967, früheres Bundesgebiet (D) von: 22,0 %, neue Bundesländer: 10,5 %, und für Gesamtdeutschland: 20,8 % Anteil kinderlose Frauen an allen Frauen mit dem Geburtsjahr 1967.
Kinderlose findet man in der Phase vor der potenziellen Elternschaft, ein Zusammenleben ohne Kinder im Haushalt gibt es in der Phase nach dem Auszug des letzten Kindes aus dem elterlichen Haushalt und es gibt auch dauerhafte Kinderlose. Zu unterscheiden sind also Noch-Kinderlose, Eltern ohne Kinder im Haushalt und dauerhaft bzw. lebenslang Kinderlose. Zu unterscheiden sind ferner Menschen, die kein Kind gezeugt bzw. geboren haben (biologisch Kinderlose), und Menschen, die nie ein minderjähriges Kind großgezogen haben (sozial Kinderlose).
Im Falle ungewollter Kinderlosigkeit wird auch von einem unerfüllten Kinderwunsch gesprochen.

## Soziologische Einteilung
Eine einheitliche Definition gibt es in der soziologischen und psychologischen Fachliteratur nicht. Nach Nave-Herz und Schneewind gibt es eine Gruppe, die aus medizinischen Gründen kinderlos bleibt, unabhängig davon, ob die Ursache organisch oder psychosomatisch bedingt ist, eine zweite Gruppe sind Paare, die sich bewusst gegen eigene Kinder entscheiden, während eine dritte Gruppe trotz Kinderwunsch noch keine Kinder hat. Schneewind fasst in diese Gruppe auch Paare zusammen, die sich prinzipiell für ein Kind entscheiden, aber die Zeugung so lange aufschieben, bis biologische Grenzen entstehen.
Christine Carl unterscheidet drei Typen von Frauen, die lebenslang kinderlos bleiben:
- Frühentscheiderinnen („early articulators“): Diese Gruppe trifft die Entscheidung gegen Kinder bereits sehr früh (bis Mitte 20) und zudem alleine, also nicht innerhalb einer Partnerschaft
- Spätentscheiderinnen: Diese Gruppe trifft die Entscheidung gegen Kinder partnerschaftlich und zu einem späten Zeitpunkt (ab Mitte 30), also „vor dem Ablaufen der biologischen Uhr“. Während die Frühentscheiderinnen keinen selbstverständlichen Kinderwunsch artikulieren, ist für diese Gruppe der Kinderwunsch selbstverständlich.
- Aufschieberinnen („postponers“): Die letzte Gruppe trifft keine explizite Entscheidung für ein Leben ohne Kinder, d. h. sie „bleiben letztlich aufgrund äußerer Gründe (Operationen, medizinische Gründe oder Menopause) definitiv kinderlos.“ Diese Gruppe hat entweder den „richtigen Zeitpunkt“ verpasst oder keinen geeigneten Vater gefunden.[10]

Männer schieben eine Elternschaft durchschnittlich jedoch länger auf als Frauen. Zudem gibt in Befragungen ein höherer Anteil an Männern als Frauen an, kinderlos zu sein. In der Kohortenfolge zeigt sich ein immer deutlicherer Aufschub der Familiengründung und eine steigende Prävalenz dauerhafter Kinderlosigkeit. Unter den Frauen findet sich mit höherem Bildungsniveau ein höherer Anteil an Kinderlosen, wohingegen bei Männern der höchste Anteil an Kinderlosen in der Gruppe der Personen mit niedrigen Bildungsabschlüssen liegt.
Einer Milieustudie der Bundesregierung zufolge ist besonders die Mittel- und Oberschicht von Kinderlosigkeit betroffen. Dazu gehören v. a. Bürger, die Karriere und Individualität großen Wert beimessen. Bevölkerungsschichten, die eher konservativ oder hedonistisch geprägt sind, der bürgerlichen Mitte oder benachteiligten Milieus zuzuordnen sind, sind seltener ungewollt kinderlos.

## Lage in Deutschland

### Statistische Erhebungen
Die Kinderlosigkeit von Männern wird im Allgemeinen statistisch nicht erhoben. Auch beim Mikrozensus werden Männer nicht danach gefragt, ob sie Kinder gezeugt haben und wie viele.
| Kohorte Geburts- Jahrgänge | [ 14 ] | [ 15 ] | [ 16 ] | [ 17 ] | [ 18 ] | [ 19 ] | West | Ost  | Ges. |
| -------------------------- | ------ | ------ | ------ | ------ | ------ | ------ | ---- | ---- | ---- |
| 1895–1904                  | 33 %   |        |        |        |        |        |      |      |      |
| 1900–1909                  |        |        | 20 %   |        |        |        |      |      |      |
| 1901–1905                  |        | 26 %   |        |        |        |        |      |      |      |
| 1905–1909                  | 33 %   |        |        |        |        |        |      |      |      |
| 1910–1914                  | 28 %   |        |        |        |        |        |      |      |      |
| 1910–1919                  |        |        | 19 %   |        |        |        |      |      |      |
| 1915–1919                  | 25 %   |        |        |        |        |        |      |      |      |
| 1919–1921                  |        | 17 %   |        |        |        |        |      |      |      |
| 1920–1924                  | 25 %   |        | 16 %   | 23 %   |        |        |      |      |      |
| 1925–1929                  | 25 %   |        | 18 %   | 23 %   |        |        |      |      |      |
| 1930–1934                  | 22 %   |        | 18 %   | 11 %   |        |        |      |      |      |
| 1934–1935                  |        |        |        |        |        |        | 16 % |      |      |
| 1935–1939                  | 18 %   |        | 12 %   | 13 %   |        |        |      |      |      |
| 1937–1938                  |        |        |        |        |        |        | 15 % |      |      |
| 1939–1940                  |        | 10 %   |        |        |        |        |      |      |      |
| 1940–1944                  |        |        | 13 %   | 16 %   |        |        |      |      | 12 % |
| 1946–1947                  |        |        |        |        |        |        | 16 % |      |      |
| 1950–1954                  |        |        | 17 %   | 14 %   | 14 %   | 23 %   |      |      | 16 % |
| 1951–1952                  |        |        |        |        |        |        | 22 % | 10 % |      |
| 1955–1959                  |        |        | 19 %   | 17 %   | 18 %   |        |      |      |      |
| 1957–1958                  |        |        |        |        |        |        | 24 % | 08 % |      |
| 1960–1964                  |        |        |        |        |        |        |      |      | 21 % |
| 1961–1962                  |        |        |        |        |        |        | 25 % | 10 % |      |
| 1965–1966                  |        |        |        |        |        |        | 26 % | 14 % |      |

Die Geburtenstatistik als amtliche Statistik reicht nicht zur Abschätzung der tatsächlichen Kinderlosigkeit aus, da die Geburtenfolge für Geburten vor 2008 nur für bestehende Ehen erfasst werden. Kinder, die außerhalb von Ehen geboren werden, tauchten bis 2008 in der Statistik nicht auf. Da keine amtlichen Daten zur Kinderlosigkeit in Deutschland vorliegen, muss auf Schätzungen des Mikrozensus und des Sozio-oekonomischen Panels zurückgegriffen werden.
Aus dem 2011 veröffentlichten Bericht des Statistischen Bundesamtes mit dem Titel Wie leben Kinder in Deutschland? geht hervor, dass in keinem Land der Europäischen Union so wenige Kinder leben wie in der Bundesrepublik; so sind nur noch 16,5 % der über 81 Millionen deutschen Staatsbürger jünger als 18 Jahre.

#### Mikrozensus
Die meisten zitierten Daten über das Ausmaß der Kinderlosigkeit in Deutschland beruhen auf dem Mikrozensus. Der Mikrozensus ist eine repräsentative Befragung der Statistischen Landesämter zur wirtschaftlichen und sozialen Lage der Bevölkerung. Insgesamt werden 1 % aller Haushalte in Deutschland befragt, d. h. rund 370.000 Haushalte, in denen wiederum rund 820.000 Personen leben.

##### Bis 2007
Im Mikrozensus wurde bis 2007 nicht nach den geborenen Kindern einer Frau gefragt, sondern nur nach der Zahl der im Haushalt lebenden minderjährigen ledigen Kinder. Hierbei wird nicht zwischen leiblichen Kindern, Stief-, Adoptiv- und Pflegekindern unterschieden.
Als kinderlos gelten dabei nach der Definition des Mikrozensus folgende Frauen:
1. Frauen, die (noch) keine Kinder haben;
2. Frauen, deren Kinder den elterlichen Haushalt bereits verlassen haben;
3. Frauen, deren Kinder nicht im mütterlichen Haushalt leben;
4. Frauen, deren Kinder noch im Haushalt leben, die aber nicht mehr ledig sind;
5. Frauen, deren Kinder noch im Haushalt leben, die aber bereits volljährig sind.

Nur bei Frauen, die (noch) keine Kinder haben (Fall 1), liegt aber eine wirkliche Kinderlosigkeit vor.
Die so entstandenen Daten wurden von Kreyenfeld, Expertin am Max-Planck-Institut für Demographie in Rostock als „im europäischen Vergleich einzigartig unzuverlässig“ bezeichnet.

##### Ab 2008
| Alter Frau | D    | West | Ost  |
| ---------- | ---- | ---- | ---- |
| 40–44      | 21 % |      |      |
| 50–54      | 16 % |      |      |
| 60–64      | 12 % |      |      |
| 40–75      |      | 16 % | 8 %  |
| 35–39      |      | 28 % | 16 % |

Im Jahr 2008 wurde im Mikrozensus erstmals die Frage nach den geborenen Kindern erhoben. Sie wird zukünftig regelmäßig im Abstand von vier Jahren allen Frauen im Alter von 15 bis 75 Jahren gestellt.
Der Mikrozensus 2008 brachte die folgenden Ergebnisse:
- Insgesamt waren 2008 unter den 40- bis 44-jährigen Frauen 21 % kinderlos, der Anteil bei den 50- bis 54-Jährigen lag bei 16 %. Unter den 60 bis 64 Jahre alten Frauen hatten 12 % keine Kinder geboren.
- In Ostdeutschland gibt es deutlich weniger kinderlose Frauen als im Westen. Unter den 40- bis 75-Jährigen im Westen haben 16 % keine Kinder, im Osten sind es 8 %. Bei den 35- bis 39-Jährigen haben im Westen bisher 28 % keinen Nachwuchs, im Osten lediglich 16 %.
- In Westdeutschland besteht ein Zusammenhang zwischen Bildungsstand und Kinderlosigkeit. 26 % der Frauen mit hoher Bildung haben keine Kinder, bei mittlerer Bildung liegt der Anteil bei 16 % und bei Frauen mit niedriger Bildung bei 11 %.
- Unter den westdeutschen Akademikerinnen zwischen 40 und 75 Jahren haben 28 % keine Kinder, bei den Ostdeutschen mit akademischen Grad nur 11 %.
- Von allen 25- bis 39-jährigen Frauen waren 2008 83 % der Ehefrauen auch Mütter. Unter den Geschiedenen, getrennt Lebenden oder verwitweten Frauen betrug der Mütteranteil 79 %. Unter den nicht verheirateten, aber in einer Lebenspartnerschaft lebenden Frauen waren 36 % Mütter. Unter den ledigen Frauen haben 15 % Kinder auf die Welt gebracht.
- Frauen mit Migrationshintergrund sind seltener kinderlos als die in Deutschland geborenen Frauen. 13 % der 35- bis 44-jährigen Zuwanderinnen haben keine Kinder, bei den in Deutschland geborenen sind es 25 %. Unter den 25- bis 34-Jährigen haben 39 % der Frauen mit Migrationshintergrund bisher keine Kinder, bei den Frauen ohne sind es 61 %.

Der Mikrozensus 2012 bestätigt den Trend zu einer Erhöhung des Anteils dauerhaft kinderloser Frauen von Geburtsjahrgang zu Geburtsjahrgang in Deutschland. Seit dem Jahrgang 1964 ist die Quote kinderloser Frauen nicht mehr unter 20 % gesunken. Ein Trend zur deutlichen Erhöhung des Anteils kinderloser Frauen ist bei den geringer Qualifizierten im Westen und den Hochqualifizierten im Osten erkennbar.

#### Erhebungen von Standesämtern
Seit Januar 2008 wird bei den Standesämtern die biologische Rangfolge der Geburten aller Mütter erfasst, ebenso das Alter aller Mütter bei der jeweiligen Geburt ihres Kindes.
Standesämter haben bis 2007 nur Daten über Kinder erhoben und weitergeben, die eine Frau während bestehender Ehe geboren hat, bei jeder Hochzeit begann die Kinderzählung wieder bei Null; die Kinderzahl der Statistiken bezogen sich damit jeweils auf die „Rangfolge der Geburten in der bestehenden Ehe“.

### Kinderlose als Zahler von Steuern und Abgaben sowie als Nicht-Empfänger von Transferleistungen

#### Einkommensteuer und Kindergeld
Den Kinderfreibetrag und Kinderbetreuungskosten können bei der Einkommensteuer nur solche Personen geltend machen, die zu einem Kind in einem „Kindschaftsverhältnis“ stehen.
Berücksichtigt werden leibliche Kinder und Adoptivkinder (also Kinder, mit denen der Steuerpflichtige im ersten Grad verwandt ist). Pflegekinder werden dann berücksichtigt, wenn das Kind im Haushalt des Steuerpflichtigen untergebracht ist und zu diesem Kind ein auf Dauer angelegtes familienähnliches Verhältnis besteht. Das ist etwa bei Aufnahme als Pflegekind im Rahmen der Hilfe zur Erziehung in Vollzeitpflege (§ 27, § 33 SGB VIII) oder im Rahmen von Eingliederungshilfe (§ 35a Abs. 1 Satz 2 Nr. 3 SGB VIII) der Fall. Das Pflegschaftverhältnis darf nicht von vornherein zeitlich befristet sein. Die Aufnahme mit dem Ziel der Adoption führt immer zur Berücksichtigung als Pflegekind. Zu den leiblichen Eltern der Pflegekinder darf kein Obhuts- und Pflegeverhältnis bestehen. Das bedeutet, dass die familiäre Bindung auf Dauer aufgegeben wurde. Gelegentliche Besuche stehen dem aber nicht entgegen.
Volljährige Kinder gelten steuerrechtlich nur dann als „Kinder“, wenn sie das 25. Lebensjahr noch nicht vollendet haben und sich in der Ausbildung befinden. Arbeitslose Kinder können bis zum 21. Lebensjahr berücksichtigt werden. Die Altersgrenzen können sich durch Wehr-/Zivildienst weiter verschieben. Die Berücksichtigung volljähriger Kinder setzte bis einschließlich Steuerjahr 2012 voraus, dass diese ein gewisses Jahres-Einkommen nicht überschritten. Unabhängig vom Alter werden Kinder berücksichtigt, wenn sie wegen einer Behinderung außerstande sind, sich selbst zu unterhalten.
Diejenigen, auf die die genannten Bestimmungen nicht anwendbar sind, gelten nach dem deutschen Einkommensteuerrecht als „kinderlos“. In diesem Sinne „Kinderlose“ sind auch nicht zum Bezug von Kindergeld berechtigt (§ 32 EStG).

#### Pflegeversicherung
Seit dem 1. Januar 2005 müssen kinderlose Mitglieder der gesetzlichen Pflegeversicherung 1,95 % statt 1,7 % ihres sozialversicherungspflichtigen Einkommens an ihre Versicherung abführen. Hintergrund dieser Neuregelung ist ein Urteil des Bundesverfassungsgerichts vom 3. April 2001, durch das dem Gesetzgeber der Auftrag erteilt wurde, eine Regelung zu treffen, die die Kindererziehungsleistung bei der Beitragsbemessung der sozialen Pflegeversicherung berücksichtigt. Ausgenommen von der Regelung sind Personen, die vor dem 1. Januar 1940 geboren sind, Wehr- und Zivildienstleistende sowie Bezieher von Arbeitslosengeld.
Als „kinderlos“ im Sinne der Regelung gelten alle Personen ab dem 23. Lebensjahr, die nicht belegen können, dass sie „Eltern“ sind. Als Eltern gelten die leiblichen Eltern, Adoptiveltern wie auch Stief- und Pflegeeltern. Ist ein Kind vorhanden, haben beide Elternteile auf Dauer den Beitragszuschlag nicht zu zahlen. Dies gilt auch dann, wenn die Kinder bereits erwachsen sind oder ein Kind nicht mehr lebt.

#### Rentenversicherung
Anknüpfend an das Verfassungsgerichtsurteil zur Pflegeversicherung setzte 2001 eine Diskussion über die Frage ein, ob man nicht Kinderlose auch stärker zur Finanzierung der Rentenversicherung heranziehen bzw. ihre Altersbezüge kürzen solle. Hans Werner Sinns Begründung für entsprechende Überlegungen:

„Bevor Bismarck die Rentenversicherung einführte, war jedermann klar, dass er ohne eigene Kinder arm sein würde und sich auf die Almosen seiner Verwandten verlassen müsste. Kinder zu haben, gehörte deshalb zur normalen Lebensplanung, wie es auch heute noch in den meisten Ländern dieser Erde der Fall ist. Die Rentenversicherung hat die Verbindung zwischen dem Lebensstandard im Alter und der Zahl der eigenen Kinder jedoch zerstört. […] Niemand denkt mehr an die Rente, wenn er Kinder plant. Dies beweist, wie stark die Fertilitätshemmung ist, die die staatliche Rentenversicherung ausübt.“

Im Jahr 2003 wurde der Vorschlag unterbreitet, die Rente Kinderloser zu halbieren.
Von der CSU wurden 2004 Pläne entwickelt, wonach Kinderlose bis zu 70 € pro Monat mehr als Rentenversicherte mit Kindern in die Gesetzliche Rentenversicherung einzahlen sollten.
Alle entsprechenden Überlegungen erwiesen sich bislang nicht als mehrheitsfähig.

### Methodische Probleme

#### Prognose der Zahl dauerhaft Kinderloser
Zur Beantwortung der Frage, ob junge Erwachsene, die in der Regel noch keine Kinder haben, dauerhaft kinderlos bleiben, ist es erforderlich, Prognosen zu erstellen. Dabei wird in aller Regel nach der gewünschten Zahl eigener Kinder gefragt. Laut einer von der „Perspektive Deutschland“ 2003 und 2004 durchgeführten Umfrage will die Hälfte der 20- bis 34-jährigen Frauen zwei Kinder, 19 % wünschen sich ein Kind und nur 14 % wollen überhaupt keine Kinder. Rein statistisch betrachtet wünscht sich jede Frau in diesem Alter 1,8 Kinder. Männer hingegen wünschen sich weniger Kinder, nämlich nur 1,59. Tatsächlich werden aber seit Längerem in Deutschland durchschnittlich nur weniger als 1,4 Kinder pro Frau geboren. Diese Differenz schränkt die Validität der Prognosen ein.
Die Shell-Studie 2006 beschäftigte sich mit Kinderwünschen unter Jugendlichen. 2006 wünschten sich 62 % der Jugendlichen Kinder. Dies sind weniger als noch 2002. Kinderwünsche haben in allen Schichten – außer in der oberen Mittelschicht – abgenommen. Am stärksten abgenommen haben sie bei Jugendlichen aus der Unterschicht. Von diesen wünschen sich nur noch 51 % Kinder. In der unteren Mittelschicht sind es 59 %, 61 % in der Mittelschicht. In der oberen Mittelschicht kommen Kinderwünsche am häufigsten vor, 70 % wünschen sich hier eigene Kinder. Jugendliche aus der Oberschicht schließlich wünschen sich zu 62 % Kinder.

#### Zuordnungsprobleme

##### Phasenweise Erzieherrolle
Im Kontext moderner Patchworkfamilien ist der Begriff Kinderloser kompliziert zu handhaben: Männer und Frauen, die zeitweise Kinder ihrer „Lebensabschnittsgefährtinnen oder -gefährten“ mitbetreuen, aber selber keine Kinder haben und nie eine formelle Erziehungsberechtigung erworben haben, sind begrifflich schwer einzuordnen.

##### Unbekannte und unerkannte Vaterschaften
In aller Regel gelten anonyme Samenspender so lange als „biologisch kinderlos“ (sofern sie nicht zusätzlich auf konventionellem Weg Väter geworden sind), bis ihre Identität aufgedeckt wird. Dadurch, dass in vielen Fällen der wirkliche biologische Vater eines Kindes den meisten Betroffenen unbekannt ist (siehe auch Kuckuckskind), dürfte die Zahl biologisch kinderloser Männer allgemein überschätzt werden.

##### Scheinvaterschaften
In den Fällen, in denen die biologische Mutter eines Kindes nicht verheiratet war, entschied bis 1998 ein Amtsvormund, ob der Mann, den die Mutter als Vater des Kindes angab, als „Vater“ gelten und dessen Rechte und Pflichten erhalten sollte. Im Jahr 1998 wurde das Kindschaftsrecht dahingehend geändert, dass als Vater derjenige gilt, der sich zu seiner Vaterschaft bekennt und den die Kindsmutter als Vater anerkennt.
Nach der Gesetzesänderung ist es zu Fällen von „Sozialmissbrauch“ in der Form von „Scheinvaterschaften“ gekommen: Ein Mann erkannte mehrere hundert Kinder in der Dritten Welt als seine eigenen Kinder an und erwarb so einen Anspruch gegen den deutschen Staat auf Hilfe zu den dadurch fällig gewordenen Unterhaltszahlungen für „seine“ Kinder. In anderen Fällen konnten Frauen, deren Kinder angeblich von Deutschen gezeugt wurden, oder Männer, die angeblich Kinder deutscher Frauen gezeugt haben, daraus einen Aufenthaltstitel für Deutschland ableiten.
2006 wurde ein „Gesetz zur Ergänzung des Rechts zur Anfechtung der Vaterschaft“ beschlossen, das öffentlichen Stellen die Anfechtung einer Vaterschaft ermöglicht.

## Ursachen von Kinderlosigkeit

### Soziale Ursachen
Die Frankfurter Allgemeine Zeitung fasste in ihrer Ausgabe vom 12. Januar 2005 das Ergebnis einer Forsa-Umfrage unter 40.000 befragten Männern und Frauen im Alter von 18–49 Jahren über die Gründe der sogenannt gewollten Kinderlosigkeit folgendermaßen zusammen:

„Das Fehlen eines geeigneten Partners, die Zufriedenheit mit einem Leben ohne Kinder, höhere Lebenshaltungskosten und die Sorge um den Arbeitsplatz sind die wichtigsten Motive, warum sich immer mehr Frauen und Männer in Deutschland gegen die Gründung einer Familie entscheiden. Fehlende Betreuungsmöglichkeiten spielen hingegen nur eine untergeordnete Rolle bei der Entscheidung, ohne Kinder zu leben.“

Laut einer Untersuchung der Stiftung für Zukunftsfragen im Juli 2013 waren mehrheitlich die finanziellen Kosten für den Nachwuchs, die Angst, die eigene Freiheit zu verlieren, sowie die Sorge vor einem Karriereknick wesentliche Gründe für die Kinderlosigkeit. Auch fehlende staatliche Voraussetzungen wie nicht vorhandene Betreuungsangebote spielten dabei für fast jeden zweiten Befragten eine Rolle. Eine Studie von 2016 zu den Gründen für Kinderlosigkeit hat gezeigt, dass sich daran auch drei Jahre später nicht viel geändert hat. Für 63 % der Befragten ist die finanzielle Belastung nach eigener Aussage zu hoch. 61 % möchten ihre Unabhängigkeit nicht verlieren und 55 % schätzen die eigene Karriere wichtiger ein als die Gründung einer Familie. Zudem sind für 51 % der Befragten Familie und Beruf heute immer noch nicht zu vereinbaren.
Die These, wonach Menschen, die nicht in ihrer Fruchtbarkeit beeinträchtigt seien, als „gewollt Kinderlose“ gelten müssten, ist fragwürdig. Nach einer im Juni 2007 veröffentlichten Umfrage des „Instituts für Demoskopie Allensbach“ wollen oder wollten nur 8 % der 25-59-Jährigen in Deutschland kein Kind. In der Bezugsmenge sind allerdings auch Väter und Mütter sowie Menschen, deren Kinderwunsch sich nicht erfüllte, und Menschen, die erst später ihren Kinderwunsch verwirklichen wollen, mitenthalten.

#### Veränderte Geschlechterbeziehungen und Lebensverhältnisse
Immer weniger Menschen durchlaufen ihr Leben in Formen, die früher als „Normalbiographie“ galten: Heirat mit Mitte 20, relativ schnell werden Kinder geboren, der Mann ist während der ganzen Ehe „Haupternährer“, während die Frau allenfalls „etwas dazuverdient“ (aber selbst bei Vollzeiterwerbstätigkeit nicht so viel wie der Mann); kurz: Biographien mündeten in den meisten Fällen in eine Hausfrauenehe mit mehreren Kindern ein.
Viel hat sich an diesen Verhältnissen geändert:
- Gestiegene Konsumwünsche: Mit der Zeit sind in den reichen Ländern die Konsumwünsche gestiegen. Auch Paare mit mittlerem und niedrigem Einkommen können sich heute teure Urlaubsreisen und Restaurantbesuche leisten – wenn sie auf Kinder verzichten. Der allgemeine Wohlstand in den meisten Ländern ist zwar gestiegen, doch ebenso sind es die Ansprüche.[43]
- Gestiegene Kosten der Ausbildung: In vielen Ländern muss man inzwischen studiert haben, um eine gute Arbeitsstelle zu erlangen. Auch Eltern, die selbst nie eine Hochschule besuchten, sehen es heute oftmals als ihre Pflicht an, ihren Kindern diesen Weg offenzuhalten. In Ländern mit unterfinanziertem öffentlichen Schulsystem sehen es viele Paare als ihre elterliche Pflicht an, den Kindern eine Privatschule zu finanzieren. Eltern schränken die Anzahl ihrer Kinder ein, um diesen möglichst gute Startchancen zu gewähren, und sie schieben die Familiengründung hinaus, um sich ein finanzielles Polster zuzulegen. Oft jedoch warten sie zu lange und merken, dass die Fruchtbarkeit der Frau schon abgenommen hat, wenn sie endlich zur Familiengründung bereit sind.[43]
- Viele Menschen haben große Probleme, überhaupt einen Partner zu finden. Im Jahr 2006 nahmen Singlebörsen 65,6 Millionen € ein.[44] In Deutschland leben 8,94 Millionen Menschen zwischen 25 und 65 Jahren in Einpersonenhaushalten.[45] „Unabhängigkeitsdrang“ nennen nur 32 % der Frauen und 27 % der Männer als Hauptgrund für ihr Single-Dasein; die übrigen Befragten sind mehr oder weniger unfreiwillig Singles. Dies ist die Folge zunehmender Individualisierungstendenzen.
- Selbst wenn man eine Partnerin oder einen Partner gefunden hat, heißt das nicht in jedem Fall, dass der oder die betreffende Mutter bzw. Vater gemeinsamer Kinder werden will oder kann. Die „Bremserrolle“ nehmen dabei meistens die Männer ein.[46]
- Seit den ersten Sexualkontakten haben es sich die meisten Menschen angewöhnt, „die Ampel auf Rot zu stellen“, d. h. Nicht-Fortpflanzungsbereitschaft als Normalfall zu empfinden. Die Frage, ob und wann „die Ampel auf Grün umgestellt werden soll“, wird oft verdrängt, während vor der Einführung wirksamer Empfängnisverhütungsmittel das Risiko einer Schwangerschaft als Folge von Geschlechtsverkehr immer gegeben war, Kinder also „einfach so“ zur Welt kamen (ohne bewusste Familienplanung). Die überwältigende Akzeptanz der Anti-Baby-Pille seit ihrem Erscheinen in den 1960er-Jahren zeigt, dass von weiten Teilen der Bevölkerung erwünscht war, die Kinderzahlen zu kontrollieren und zu reduzieren.
- Flexiblere Erwerbstätigkeit, berufliche Karrieren oder konsumorientierte Lebensstile lösen seit den 1960er-Jahren zunehmend tradierte Familienvorstellungen ab. Hierbei könnte die häufig durch Werbung und Medien vermittelte Leitvorstellung von Erfolg und Karriere eine Rolle spielen.
- Auch der spätere Berufseinstieg spielt eine Rolle. Oftmals wird der Zeitpunkt verpasst, zu dem eine Schwangerschaft noch problemlos in die Wege zu leiten ist.
- Die hohe Zahl der mittlerweile weitgehend legalisierten Schwangerschaftsabbrüche dürfte einen nicht unerheblichen Faktor in der demographischen Negativbilanz darstellen. Die Zahl der Abtreibungen in Deutschland zwischen 1974 und 2005 wird auf 4,4 Millionen bis 8,8 Millionen geschätzt.[47]
- Hielt früher auch aus ökonomischer Notwendigkeit eine Ehe das Leben lang, so hat die Bedeutung der Ehe stark abgenommen. Der Wechsel des Partners ist zur Realität geworden. Frauen können sich – auch aufgrund von Reformen beim nachehelichen Unterhalt – nicht mehr auf eine lebenslange finanzielle Absicherung verlassen, wenn sie als Hausfrau ihren Lebensschwerpunkt auf die Kindererziehung setzen. Angesichts der Möglichkeit einer Scheidung ist es für beide Partner von Bedeutung, für ihren Lebensunterhalt eine eigene Versorgungsgrundlage zu schaffen.
- Jahrelange Unterhaltspflichten und -kosten für Kinder, bei Trennung ggf. auch für die Frau, dabei aber rechtliche Nachteile als Vater, auch dann, wenn die Trennung einseitig von der Frau ausging, gehören zu den gewichtigsten Ängsten, die bei Männern einen Wunsch nach Kindern unterdrücken. Absage oder Aufschub des Kinderwunsches unter Männern wird auch als Zeugungsstreik bezeichnet, bei Frauen wird von Gebärstreik gesprochen.
- Kinder zu haben wird von immer weniger Menschen als notwendige Voraussetzung für „Lebensglück“ empfunden. Nach einer 2003 durchgeführten Umfrage des „Instituts für Demoskopie Allensbach“ mit dem Titel „Einflußfaktoren auf die Geburtenrate. Ergebnisse einer Repräsentativbefragung der 18- bis 44jährigen Bevölkerung“[48] halten nur 47 % der Kinderlosen eine Familie für eine unabdingbare Voraussetzung für Lebensglück, während Personen mit Kindern zu 71 % dieser Aussage zustimmen.
- Die lebhafte Debatte über die Studie Regretting motherhood im Jahr 2015 zeigt, dass viele Frauen sich vor der Geburt ihres Kindes Illusionen über das Ausmaß des „Mutterglücks“ gemacht haben, das sich nach der Geburt einstellen würde. Die entsprechende „desillusionierend wirkende“ Berichterstattung könnte abschreckend auf Frauen wirken, die sich von Kindern vor allem eine Erhöhung ihres individuellen Lebensglückes erhoffen.

#### Schwierige Vereinbarkeit von Familie und Beruf
Die Abhängigkeit des Kinderwunsches von der Vereinbarkeit von Familie und Beruf besitzt in Deutschland im internationalen Vergleich einen überragenden Stellenwert. Eine längere Phase der Postadoleszenz, die durch längere Ausbildungszeiten zu einem immer späteren Eintritt in ökonomische Selbstständigkeit und familiale Verpflichtungen führt, sowie die geringe Akzeptanz berufstätiger Eltern durch Betriebe in Deutschland verhindern häufig eine frühe Elternschaft. Inwiefern dabei die Entscheidung gegen ein Kind „freiwillig“ genannt zu werden verdient, ist umstritten. Gerade westdeutsche Frauen, die durch die Familienpolitik der alten BRD geprägt wurden, stehen oft vor dem Problem, sich entweder für ein Kind oder für die Karriere entscheiden zu müssen. Zu diesem Komplex äußert sich ein Team um Prof. Hans Bertram in einem Gutachten, das im Auftrag des „Bundesministeriums für Familie, Senioren, Frauen und Jugend“ herausgegeben wurde.
Argumente wie familienfreundliche Bedingungen des Arbeitgebers und Möglichkeiten der Kinderbetreuung spielen eine zentrale Rolle. Als weiterer Grund für Kinderlosigkeit wird die unzureichende Kinderbetreuung in Deutschland, insbesondere in den alten Bundesländern, angesehen. Bisher gibt es für Kinder unter drei Jahren und für Schulkinder in Westdeutschland kein bedarfdeckendes Angebot. Dies führt zur Schwierigkeit, einen ganztägigen Betreuungsplatz für Kinder zu finden, so dass eine Vollzeitberufstätigkeit beider Elternteile, wie sie beispielsweise in Dänemark allgemein üblich ist, für diese nicht oder nur schwerlich realisierbar ist. Dies führt ebenfalls zu einem Einkommensverlust, der Familien im Vergleich zu Singles finanziell schlechter stellt.
Auch die zum Teil berechtigte Sorge, nach einer Familiengründung und anschließender „Baby-Pause“ nicht mehr in den Beruf zurückzufinden, spiegelt sich in der hohen Zahl unentschlossener, kinderloser Männer und Frauen wider.
Kinderlosigkeit hängt unter anderem von den Arbeitsbedingungen der Branche ab, in der potenzielle Eltern arbeiten. Beispielsweise sind in Deutschland Frauen im Medienbereich und im höheren Management besonders häufig kinderlos – in Bereichen, die ihnen berufliche Mobilität und zeitliche Flexibilität abfordern. Des Weiteren sind 47 % der im künstlerischen Bereich tätigen Frauen, 41 % der in den Geistes- und Naturwissenschaften arbeitenden Frauen und 40 % der im Bereich „Publizistik, Übersetzung und Bibliotheken“ beschäftigten Frauen kinderlos. Zwar gilt generell die Regel, dass Frauen mit zunehmendem Bildungsstand häufiger kinderlos bleiben, doch gilt dies nicht gleichermaßen für alle Berufe. Nur 27 % der Lehrerinnen bleiben kinderlos, sie liegen damit deutlicher näher am Durchschnittswert der Kinderlosigkeit als andere akademische Berufsgruppen. Schließlich gibt es auch Berufsgruppen, in denen die Kinderlosigkeit eine extreme Ausnahme darstellt. So sind bei weiblichem Verkaufspersonal und Köchinnen nur jeweils 15 % der Frauen kinderlos und nur 7 % der weiblichen Beschäftigten in Reinigung und Entsorgung haben kein eigenes Kind.
In Schweden sind beispielsweise weibliche Hotel- und Gaststättenangestellte häufiger kinderlos als Lehrerinnen und Ärztinnen. Die Problematik einer weiteren Branche bezüglich Kinderlosigkeit wird weiter unten (#Religiöse Erwägungen) erörtert.

#### Finanzielle Belastung und sozialer Status
Von einigen Seiten wird als ein weiterer Grund angegeben, dass die finanziellen Belastungen durch Kinder in Deutschland einseitig auf Familien und Mütter mit Kindern abgewälzt würden und Kinder ein privates Luxusvergnügen seien. In der Tat ist unbestritten, dass Kinder hohe Kosten verursachen. Das Bundesverfassungsgericht hat bereits in einer Entscheidung angemahnt, dass Familien mit Kindern in Deutschland durch Sozialleistungen im Verhältnis zu Kinderlosen überproportional belastet werden, ohne dass ihr Beitrag für den zukünftigen Erhalt des Sozialsystems („Generationenvertrag“) angemessen bei der Beitragserhebung berücksichtigt wird. Dieser Sachverhalt wird auch als „Transferausbeutung der Familien“ bewertet. Zur Abhilfe hat das Bundesverfassungsgericht dem Gesetzgeber den Auftrag erteilt, Familien mit Kindern weiter zu entlasten. Ob dies in hinreichendem Maße geschehen ist, ist umstritten, da eine Förderung einerseits mit hohen Kosten verbunden ist und die Mittel hierfür daher sehr schwer aufzubringen sind und da andererseits die Meinungen über die Art der Förderung sehr weit auseinandergehen.
Fraglich ist allerdings, wie viele Menschen tatsächlich vor allem deshalb keine Kinder bekommen, weil sie meinen, sich diesen „Luxus“ nicht leisten zu können oder zu sollen. Solche Menschen gehen die Entscheidung für oder gegen Kinder als Homo oeconomicus an, der ständig ökonomische Kosten-Nutzen-Rechnungen anstellt und davon allein seine Entscheidung abhängig macht. Dabei wird außer Acht gelassen, dass die Freude, die Kinder ihren Eltern bringen, einen immateriellen Nutzen darstellen, den man „gegenrechnen“ müsste, sofern sie diese Freude empfinden.
Neben dem Ansatz mehr Kindergeld = mehr Kinder gibt es die These, dass Kindergeld erst der allerletzte Aspekt der Förderungspakete für Familien sein dürfe, weil die postulierte Wirkung sonst nicht oder nur temporär greife. In Westdeutschland gelten Mütter, die ihre Kinder in Krippen und Kindergärten betreuen lassen, teilweise noch als schlechtere Mütter, obwohl die Erziehungswissenschaft sich dem entgegenstellt. Außerdem ist in Westdeutschland das Angebot an Unterbringungsmöglichkeiten dieser Einrichtungen knapp. Das zweite Kind wird im Osten oft geboren aus der Erfahrung heraus, dass diese Betreuung beim ersten so gut geklappt hat. Trotzdem ist die Fertilitätsrate in Ostdeutschland niedriger als in Westdeutschland.
Kinder zu haben erhöht in Deutschland nicht das Sozialprestige: Frauen und Männer, die zwei oder drei Kinder erfolgreich großgezogen haben, haben in Deutschland kaum ein höheres Ansehen als Kinderlose mit demselben Beruf.

### Gedanken über die Zukunft

#### Zukunftsangst
Bei einer Studie der Robert-Bosch-Stiftung nannten 50 % der Kinderlosen als Gründe gegen eigene Kinder: „Ich mache mir zu viel Sorgen darüber, welche Zukunft meine Kinder erwarten würde“. Oft wird die These aufgestellt, die Zukunftschancen würden immer pessimistischer beurteilt. Insbesondere seien darunter auch die Folgen der Globalisierung zu zählen, welche sich angeblich spürbar negativ auf Deutschland auswirkten. Zunehmend seien gerade bei Akademikern befristete und damit unsichere Arbeitsverhältnisse ein entscheidendes Hemmnis der Realisierung einer Familienplanung mit Erfüllung des Kinderwunsches.
Vor allem junge, gebildete Menschen straften die Gesellschaft, die ihnen keine Sicherheit mehr gebe, ab. Sie verweigerten deshalb den Nachwuchs. Habe sich der Satz „In diese Welt will ich keine Kinder setzen“ in den 1980er-Jahren vor allem auf die damals globalen Ängste vor atomarer Bedrohung und Umweltzerstörung bezogen, so sei heute Unlust an einer einseitig auf individuellen Wohlstand ausgerichteten Gesellschaft hinzugekommen. Die anhaltend hohe Arbeitslosigkeit und das Misstrauen in das dahinter stehende Wirtschaftssystem sei ein weiterer Faktor in einer negativen Beurteilung der Zukunftsperspektiven für sich und eventuellen eigenen Nachwuchs, hinzu komme die Furcht vor einer zunehmenden individuellen Existenzgefährdung im Rahmen der Globalisierung.
Umgekehrt sehen einige Ökonomen im Fehlen der Angst vor der Zukunft einen Grund für die verbreitete Kinderlosigkeit: Wer einen „Vollkaskoschutz“ in Form hoher Rentenzahlungen im Alter genieße, obwohl (oder gerade weil) er keine eigenen Kinder habe, dem fehle der Sinn dafür, dass der Kampf gegen Altersarmut einen persönlichen Einsatz erfordere, der über die Zahlung von Rentenversicherungsbeiträgen hinausgehe.

#### Streben nach einer Verbesserung des Lebens auf der Erde
Kinderlos bleiben viele Menschen auch deshalb, weil sie in einem bewussten Verzicht auf eigene Kinder einen Beitrag zur Verbesserung des Lebens auf der Erde sehen. Insbesondere die Überbevölkerung, die vermutlich die Tragfähigkeit der Erde überfordert, steht im Zentrum entsprechender Erwägungen.
Diese habe negative Folgen, und zwar:
- Umweltzerstörung,
- politische, wirtschaftliche, soziale Spannungen,
- Nahrungsmangel.[56]

Angesichts dieser Aussichten tritt die VHEMT-Bewegung beispielsweise dafür ein, dass sich die Menschen kritisch mit einem eventuell vorhandenen Kinderwunsch auseinandersetzen, um dann aus eigener Einsicht freiwillig auf die eigene Reproduktion zu verzichten.

### Religiöse Erwägungen
Für eine kleine Minderheit, die sich zum Verzicht auf Sexualität und Familiengründung berufen fühlt, etwa Ordensleute oder römisch-katholische Priester, stellen auch religiöse Erwägungen einen Grund für eine gewollte Kinderlosigkeit dar. Im Christentum werden solche Erwägungen auch biblisch mit (1 Kor 7,1 und 8 ) begründet.

### Ungewollte Kinderlosigkeit
Viele Menschen sind aus medizinischen Gründen ungewollt kinderlos. Mit ungewollter Kinderlosigkeit wird ein Zustand bezeichnet, der durch Leiden an einer Unfruchtbarkeit (auch als Infertilität bzw. Sterilität bezeichnet) gekennzeichnet ist. 1967 wurde die ungewollte Kinderlosigkeit (Zeugungs- und/oder Empfängnisunfähigkeit) durch die Scientific Group on the Epidemiology of Infertility der WHO als Krankheit anerkannt. Der WHO-Definition entsprechend ist eine Infertilität/Sterilität zu diagnostizieren, wenn bei einem Paar entgegen seinem expliziten Willen nach mehr als 24 Monaten trotz regelmäßigem, ungeschütztem Sexualverkehr keine Schwangerschaft eintritt. (siehe auch Unfruchtbarkeit)
Der Ausweg, ein Kind zu adoptieren, ist in vielen Fällen de facto versperrt, da bei vielen Paaren die Adoptionsvoraussetzungen nicht erfüllt sind und die Nachfrage nach Adoptivkindern in Deutschland und anderen Industrieländern größer ist als das Angebot.
3 % aller im Jahr 2003 Neugeborenen in Deutschland waren mittels In-vitro-Fertilisation gezeugt worden. Im Zuge des GKV-Modernisierungsgesetzes wurde die Kostenübernahme für künstliche Befruchtungen stark gekürzt. Seitdem wurden jährlich mindestens 15.000 Kinder weniger geboren. 2011 startete Bundesfamilienministerin Schröder eine Diskussion darüber („Ich finde es unerträglich, wenn Kinderwünsche am Geld scheitern“) und überlegt, wie das überalterte deutsche Adoptionsrecht zu vereinfachen wäre.

## Vorurteile über Kinderlose
Oft wird die Tatsache, dass jemand als Mensch mittleren oder höheren Alters keine Kinder hat, als Ausdruck von „Kinderfeindlichkeit“ bewertet. Abgesehen davon, dass damit ungewollt Kinderlosen oder „verwaisten Eltern“ Unrecht getan wird, bedeutet auch bei an sich fruchtbaren Menschen Kinderlosigkeit nicht automatisch „Distanz zu Kindern“. In ihrem Essay Die Kinderlosen und der demografische Frieden schreibt Judith Klein: „In der europäischen Literatur gibt es eine lange Tradition der Anerkennung des Beitrags der Kinderlosen zur emotionalen Entfaltung sowie zur Betreuung, Tröstung und Erziehung der Kinder – eine Tradition, die mehr und mehr in Vergessenheit gerät. Im 16. Jahrhundert machte Michel de Montaigne keinen Unterschied zwischen der Zuneigung des (leiblichen) Vaters zu seinem Kind und der – immer möglichen – Zuneigung eines anderen Menschen zu ebendiesem Kind.“

## Trivia
Das Wort Kinderlose war im Juli 2004 eines der Worte der Woche – ausgelöst durch die Steuerreformen in Deutschland und in Österreich sowie die Diskussion über Familien- und Rentenpolitik.